# Guira
El guira (Guira guira) és una espècie d'ocell de la família dels cucúlids (Cuculidae) i única espècie del gènere Guira. Habita boscos, matolls i ciutats d'Amèrica del Sud, a Bolívia, centre, sud, sud-est i nord-est del Brasil, Uruguai i nord de l'Argentina.